# Puerto-ricanische Fußballnationalmannschaft
Die puerto-ricanische Fußballnationalmannschaft ist die Fußballnationalmannschaft des US-amerikanischen Außengebietes Puerto Rico. Das Team zählt zur sportlichen Mittelklasse des Kontinentalverbandes CONCACAF. Bisher ist es der Mannschaft noch nicht gelungen, sich für den CONCACAF Gold Cup oder die Fußball-Weltmeisterschaft zu qualifizieren.
Der US-amerikanische Fußballnationalspieler Chris Armas, der für die USA mehr als 50 Länderspiele absolviert hat, spielte ursprünglich bereits fünf Länderspiele für Puerto Rico. Da es sich dabei jedoch nicht um offizielle Länderspiele handelte, war er noch für die USA spielberechtigt.
In Deutschland erlangte die Mannschaft Beachtung, als bekannt wurde, dass der Verband Felix Magath als Trainer oder Berater verpflichten wollte. Magaths Vater ist in Puerto Rico geboren.

## Turniere

### Weltmeisterschaft
- 1930 bis 1970 – nicht teilgenommen
- 1974 – In der Qualifikation zur WM 1974 in Deutschland traf man in der Gruppe 5 der 1. Runde auf Haiti und schied mit 0:7 und 0:5 aus.
- 1978 und 1982 – nicht teilgenommen
- 1986 – In der Qualifikation zur WM 1986 in Mexiko traf man in der 1. Runde in der Gruppe 1 auf El Salvador und schied mit 0:5 und 0:3 aus.
- 1990 – In der Qualifikation zur WM 1990 in Italien traf man in der 1. Runde auf Jamaika und schied nach zwei Niederlagen mit 0:1 und 1:2 aus.
- 1994 – In der Qualifikation zur WM 1994 in den USA setzte man in der Karibikzone 2 der 1. Runde erst mit 2:1 und 1:1 gegen die Dominikanische Republik durch, schied dann aber mit 1:2 und 0:1 gegen Jamaika aus.
- 1998 – In der Qualifikation zur WM 1998 in Frankreich traf man in der Karibikzone 3 der Vorrunde auf die Mannschaft von St. Vincent. Nach zwei Niederlagen schied man mit 1:2 und 0:7 aus.
- 2002 – In der Qualifikation zur WM 2002 in Japan und Südkorea wurde man in der Karibikzone 1 der 1. Runde gegen Aruba gelost und schied mit 2:2 und 2:4 aus.
- 2006 – nicht teilgenommen
- 2010 – Im Rahmen der Qualifikation zur Fußball-Weltmeisterschaft 2010 in Südafrika traf das Team in der ersten Runde der CONCACAF-Zone auf die Nationalmannschaft der Dominikanischen Republik. Das Spiel in Bayamón (Puerto Rico), das am 26. März 2008 stattfand, konnte mit 1:0 gewonnen werden. Als Nächstes musste Puerto Rico gegen die Nationalmannschaft von Honduras spielen. Das Hinspiel am 4. Juni 2008 in San Pedro Sula (Honduras) endete 0:4. Das Rückspiel fand am 14. Juni in Bayamon statt und endete 2:2. Mit diesem Resultat war Puerto Rico ausgeschieden.
- 2014 – In der Qualifikation zur WM 2014 in Brasilien traf man in der 2. Runde in der Gruppe D auf Kanada, St. Kitts und Nevis, und St. Lucia. Nach zwei Siegen, drei Unentschieden und nur einer Niederlage beendete man die Gruppe als Zweiter hinter Kanada und schied damit aus.
- 2018 – In der Qualifikation zur WM 2018  in Russland traf die Mannschaft in der zweiten Runde im Juni 2015 auf die Mannschaft aus Grenada und schied mit 1:0 und 0:2 aus.
- 2022 – In der Qualifikation zur WM 2022  in Katar traf die Mannschaft in der ersten Runde ab März 2021 auf die Mannschaften von den Bahamas sowie Guyana, St. Kitts und Nevis und Trinidad und Tobago. Nach je einem Sieg, einem Remis und einer Niederlage hatte die Mannschaft schon vor dem letzten Spiel, das gewonnen wurde, keine Chance mehr sich für die zweite Runde zu qualifizieren.
- 2026 – In der Qualifikation zur WM 2026 in Kanada, Mexiko und den USA traf die Mannschaft in der zweiten Runde im Juni 2024 und Juni 2025 auf Suriname, El Salvador, St. Vincent und die Grenadinen und auf Anguilla. Nach zwei Siegen, einem Remis und einer Niederlage wurde als Gruppendritter die dritte Runde verpasst.

### CONCACAF Gold Cup
- 1991 bis 1996 – nicht qualifiziert
- 1998 – zurückgezogen
- 2000 bis 2005 – nicht qualifiziert
- 2007 und 2009 – nicht teilgenommen
- 2011  bis  2025 – nicht qualifiziert

### Karibikmeisterschaft
- 1989 bis 1990 – nicht teilgenommen
- 1991 – nicht qualifiziert
- 1992 – nicht teilgenommen
- 1993 – Vorrunde
- 1994 bis 1995 – nicht qualifiziert
- 1996 – nicht teilgenommen
- 1997 – zurückgezogen
- 1998 bis 2005 – nicht qualifiziert
- 2007 bis 2008 – nicht teilgenommen
- 2010 bis 2017 – nicht qualifiziert

## Trainer
- Víctor Hugo Barros (1990–1991)
- Raimundo Gatinho (1999–2001)
- Toribio Rojas (2001–2002)
- Víctor Hugo Barros (2004–2005)
- Colin Clarke (2008–2011)
- Jeaustin Campos (2011–2013)
- Víctor Hugo Barros (2014–2015)
- Carlos Avedissian (2015–2016)
- Jack Stefanowski (2016)
- Carlos Cantarero (2016–2018)
- Amado Guevara (2018–2019)
- Elgy Morales (2019–2021)
- Dave Sarachan (2021–2023)
- Charlie Trout (seit 2023)